# Alto Paraguai (gemeente)
Alto Paraguai is een gemeente in de Braziliaanse deelstaat Mato Grosso. De gemeente telt 8.329 inwoners (schatting 2009).